# Mohicano (peinado)

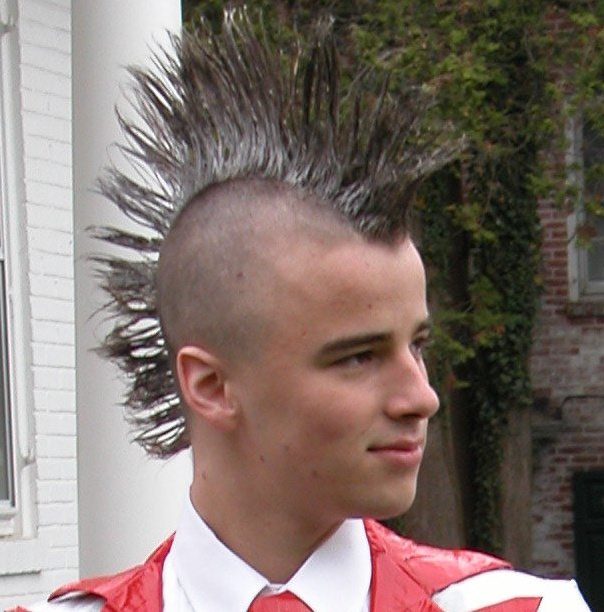
Mohawk tipo fanhawk.

El mohawk, mohicano o iro (referencia al pueblo iroqués) es un corte de cabello que consiste en rapar ambos lados de la cabeza, dejando una franja de cabello central notablemente más largo o cresta, hoy es muy usado como un emblema de no conformidad.
El mohicano se hizo común en las jóvenes subculturas punk a comienzos de la década de 1980 y fue entonces adoptado por muchos otros grupos, convirtiéndose en un estilo más diverso. Su nombre procede del pueblo indígena mohicano, nativo del actual territorio de Estados Unidos que fue exterminado por los ingleses en las guerras coloniales. Hoy, el mohicano aún es asociado a la subcultura punk y rock, pero debido a la comercialización de estas subculturas se ha convertido en parte de una moda más convencional.

## Historia

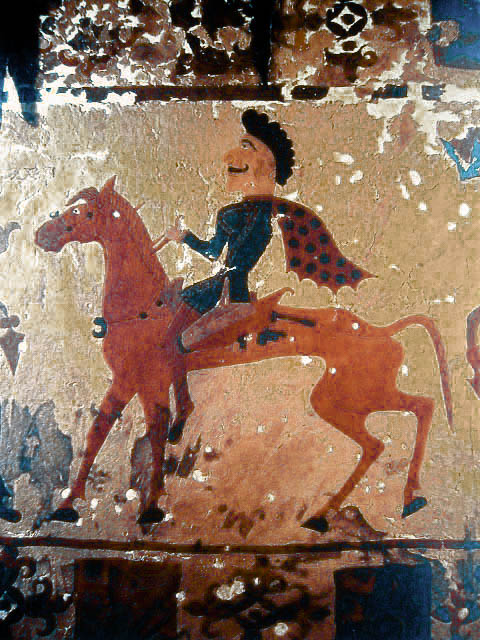
Caballero escita portando un mohawk.

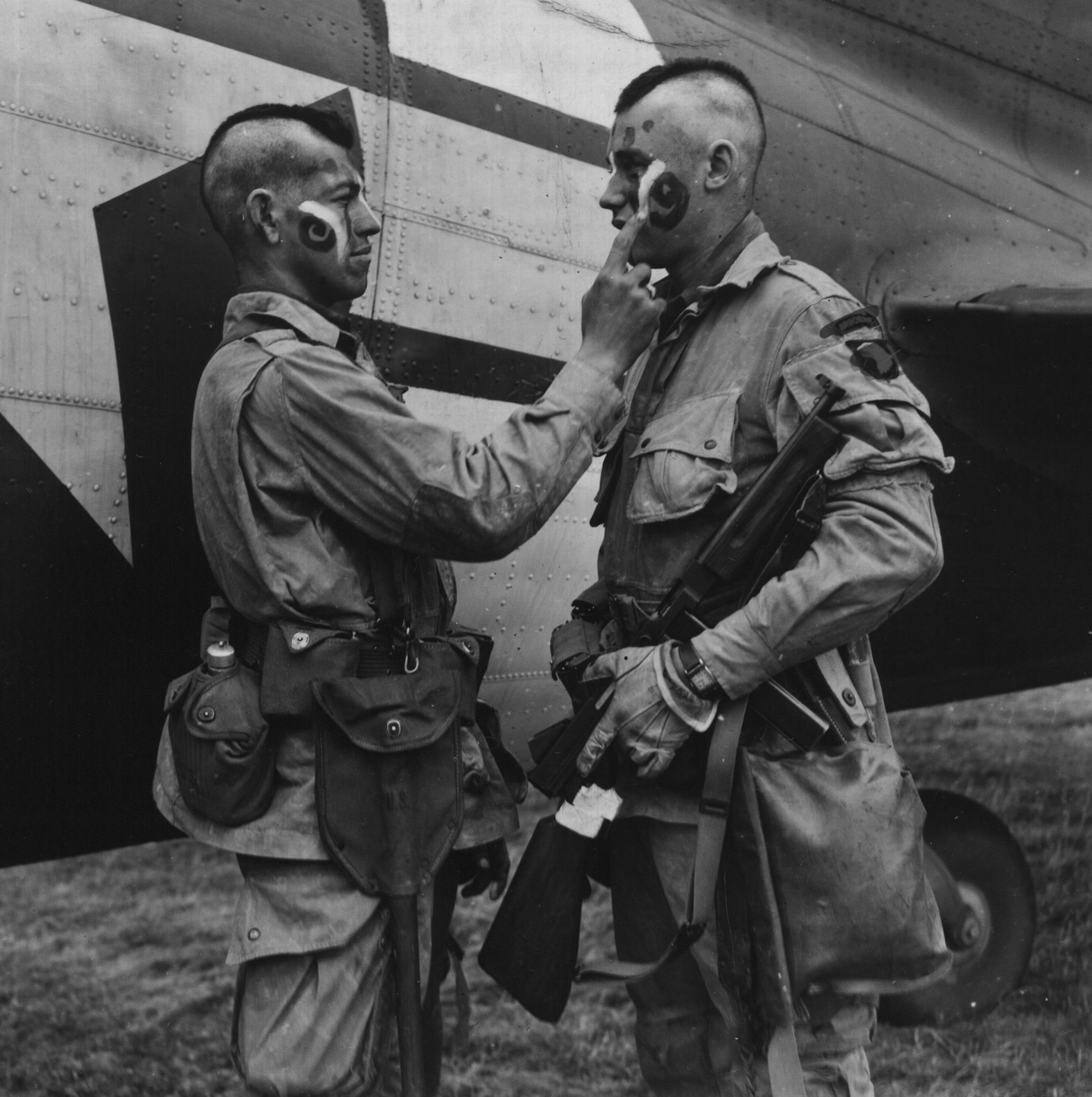
Miembros de la división de asalto aéreo, 101.ª División Aerotransportada.

El mohawk se deriva y es frecuentemente asociado con el pueblo Mohawk, una nación norteamericana que habitó la cuenca del Río Mohawk en el centro este del Estado de Nueva York hasta el siglo XVIII y cuyos varones lo lucían. El origen del peinado es incierto pero con el hallazgo del hombre de Clonycavan, un cadáver conservado de un hombre de la Edad de hierro encontrado en Irlanda en 2003, se comprobó lo que parece ser el primer peinado mohawk. El cadáver corresponde a un hombre que pudo haber muerto en entre 392 a. C. y 201 a. C.
Se demostró que los guerreros de los pueblos escitas solían portar cortes mohawks, en los descubrimientos de tesoros hallados en el Valle Pazyryk en el Macizo de Altái, en Siberia. En los frescos encontrados se muestran varias imágenes de caballeros que portan mohawks. Los objetos encontrados datan de la Edad de hierro.
Los guerreros cosacos de Ucrania solían utilizar un peinado muy similar al mohawk llamado khokhol, alrededor del siglo XVI, era un método de identificación en la guerra.
La popularidad moderna del peinado Mohawk remonta a su primera aparición en la película semihistórica, gran éxito en la época, Drums along the Mohawk, de 1939 (en español Corazones indomables).
Durante la Segunda Guerra Mundial, miembros de la armada y la fuerza aérea estadounidense utilizaron cortes mohicanos para intimidar al enemigo, se reconoce principalmente a la 101.ª División Aerotransportada, la división de asalto aéreo del Ejército de los Estados Unidos.
El mohawk se convierte en lo que hoy es durante la década de los 70 y 80 con la influencia de la subcultura punk, subcultura que pretendía representar un mal gusto en la sociedad con extravagancias y temas sexuales.

## Variantes
El mohawk es ampliamente definido como una franja de cabello que se extiende de la nuca a la frente y que contrasta con el rapado de los lados del cráneo.
- Deathhawk: El deathhawk, contracción de death (muerte) y mohawk, es un tipo de mohawk que se caracteriza por formar una franja densa de cabello cardado, además el peinado suele asociarse con otro peinado similar, llamado mullet. El deathhawk se hizo popular entre personas seguidoras de diferentes subgéneros del gótico como el deathrock, y en menor medida el rock gótico y darkwave. El peinado es una variación del mohawk inspirada en la subcultura gótica y elementos clásicos del cine de ficción de horror en el maquillaje que lo acompaña.[9]

- Liberty Spikes: Las Liberty Spikes (púas de la libertad) no son precisamente una variedad de este peinado, sin embargo se pueden aplicar liberty spikes a un peinado mohawk. El peinado se caracteriza por formar mechones definidos en forma de púas con la ayuda de productos fijadores para el cabello. El peinado está influenciado por los pueblos britanos antiguos en los que las púas de los cabellos representaban la virilidad y el valor en combate.[10] El nombre y el peinado en si está influenciado de forma moderna por la corona con púas que porta la Estatua de la Libertad en Nueva York en la que los jóvenes punk pertenecientes al movimiento de finales de los 70 y principios de los 80 se peinaban dando forma a sus cabellos como la corona de púas de dicha estatua[11]

- Fanhawk: El fanhawk, una contracción de fan (abanico) y mohawk, consiste en crear una cortina de cabello disperso que forma de abanico o pestaña. Es, probablemente, la versión más tradicional y sencilla del mohawk. El abanico es regularmente teñido para producir un mayor contraste y se aplican productos fijadores para el cabello para que este no pierda su forma, también es usado en el movimiento punk.[12]

- Psychobilly Wedge: El psychobilly o psychobilly wedge es un híbrido del tupé pompadour y el mohawk que recibe su nombre del subgénero musical mezcla de punk rock y rockabilly llamado psychobilly. El peinado consiste en crear un tupé amplio en la franja de cabello y afeitar los lados de la cabeza. El peinado se hizo popular a finales de los años 1970 con el surgimiento del género, ya que los intérpretes eran constantemente vistos con dicho peinado.[13]

- Frohawk: El fronhawk es la versión del mohawk adaptada a la textura de cabello de los africanos y afrodescendientes, muy similar a un hi-top fade. Ambos lados de la cabeza son completamente afeitados, dejando únicamente una pequeña franja de cabello en el centro. Este peinado se vuelve popular en la década de 1980, popularizado por Mr. T. El peinado es una adaptación del peinado que solían utilizar los guerreros mandinga en África occidental.[14]

- Mohawk Falso: El mohawk falso o fauxhawk, contracción de faux (falso) y mohawk, es un tipo de mohawk en el que no se afeitan completamente las partes laterales de la cabeza, únicamente se crea una cresta definida que pretende contrastar con el resto del cabello. Uno de sus más famosos portadores fue David Beckham, creando una nueva tendencia en los peinados de principios del siglo XXI.[15][16]

- Dreadhawk: El dreadhawk, contracción de dread (rasta) y mohawk, es un tipo de mohawk que consiste en crear una línea de rastas, trenzas o trenzas africanas en el centro del cráneo. A pesar de lo que indica el nombre, no es necesario que sean rastas.[17]

- Ponyhawk: El ponyhawk, contracción de ponytail (cola de caballo) y mohawk es un tipo de mohawk al que se le agrega un coleta.[18]

- Rathawk: El rathawk, contracción de rat (rata) y mohawk, es un tipo de mohawk que es combinado con la cola de rata, un peinado que consiste en dejar crecer un mechón largo de cabello en la nuca, que contrasta con el resto del cabello.

- Rayhawk: El rayhawk, es un tipo de mohawk que recibe su nombre del equipo de béisbol, los Tampa Bay Rays ya que entre la afición y los miembros del equipo es común ver este peinado. El peinado consiste en un high and tight, es decir, el peinado es prácticamente un rapado total, únicamente se deja la franja de cabello corto que contrasta en color por ser unos milímetros más larga que el resto del cabello.[19]

## Galería

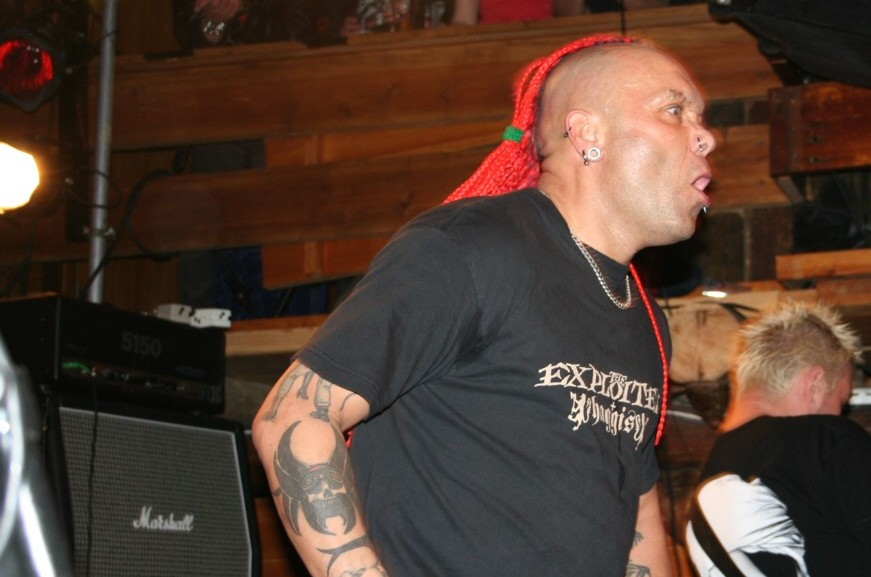
Dreadhawk
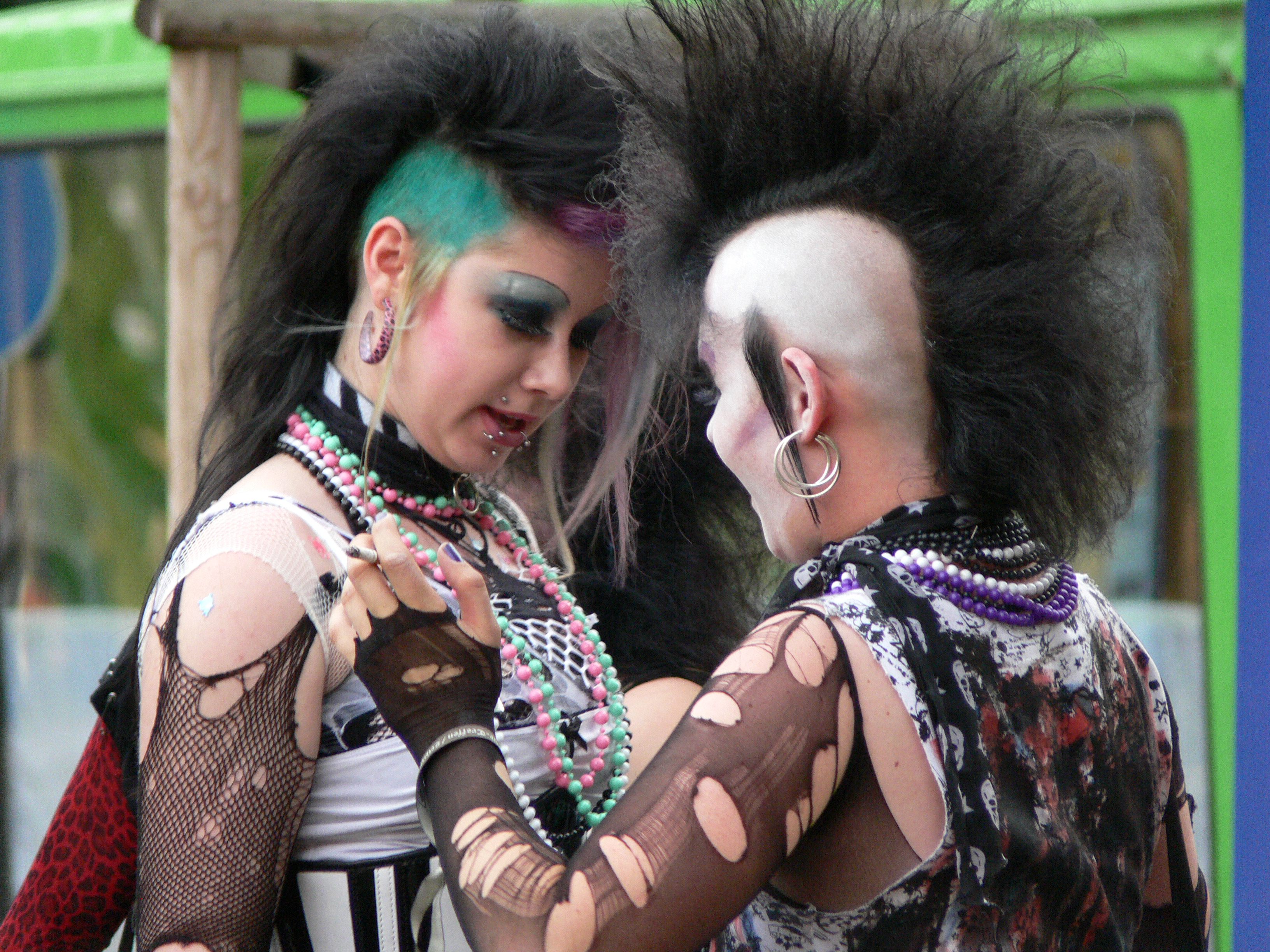
Deathhawk usado por jóvenes góticos pertenecientes al movimiento musical del deathrock
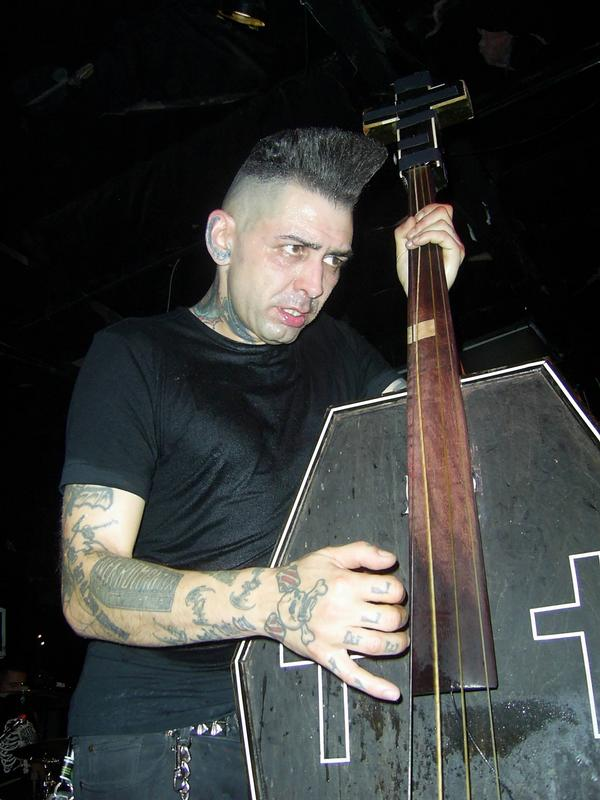
Kim Nekroman con Psychobilly Wedge
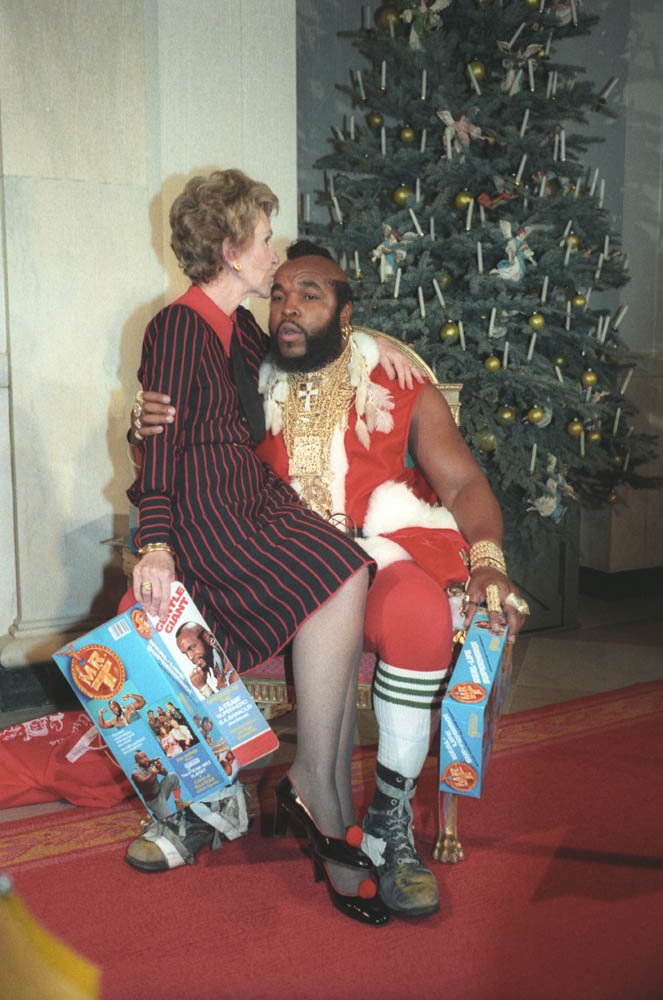
Mr. T con Fronhawk
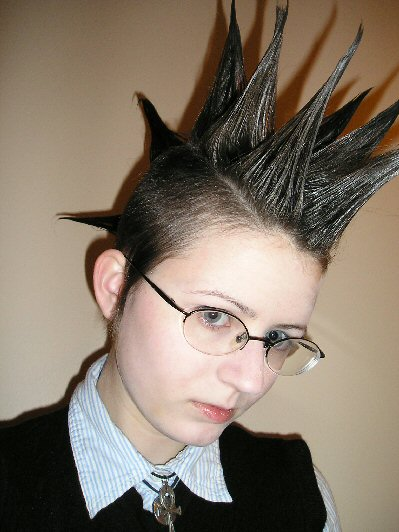
Liberty Spikes
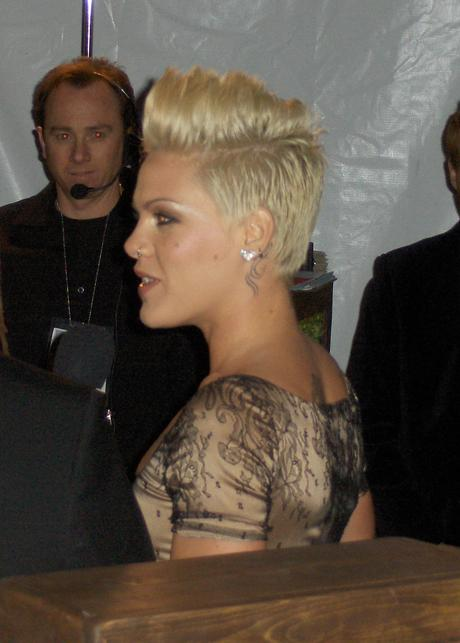
Pink con mohawk falso